# Rincón Grande, Coatzacoalcos
Rincón Grande är en ort i Mexiko.   Den ligger i kommunen Coatzacoalcos och delstaten Veracruz, i den sydöstra delen av landet, 500 km öster om huvudstaden Mexico City. Rincón Grande ligger 48 meter över havet och antalet invånare är 117.
Terrängen runt Rincón Grande är platt. Runt Rincón Grande är det ganska glesbefolkat, med 38 invånare per kvadratkilometer. Närmaste större samhälle är Coatzacoalcos, 12,0 km väster om Rincón Grande. Omgivningarna runt Rincón Grande är en mosaik av jordbruksmark och naturlig växtlighet.